# جزیره آپتکارسکی
جزیره آپتکارسکی (انگلیسی: Aptekarsky Island) یک جزیره رودخانه‌ای در شهر سنت پترزبورگ کشور روسیه است.